# Herculis

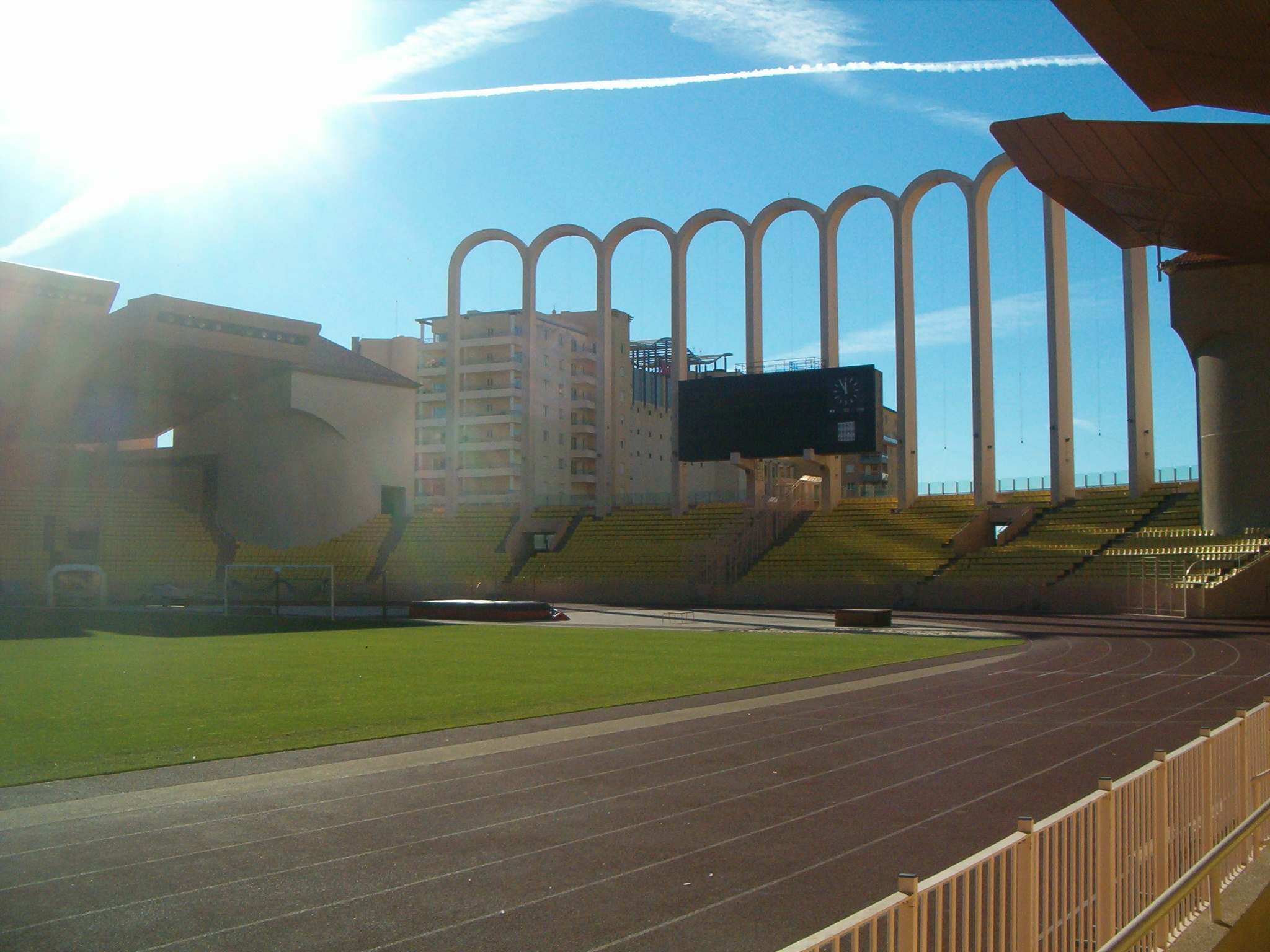
L'interno dello Stadio Louis II, teatro del meeting

L'Herculis è un meeting internazionale di atletica leggera che si tiene annualmente presso lo Stadio Louis II di Fontvieille, quartiere del Principato di Monaco. Fa parte del circuito Diamond League.

## Circuito World Athletics
La Fédération monégasque d'athlétisme organizza l’Herculis dal 1987.
Il meeting monegasco è stato nel programma della Golden League dal 1998 al 2002, mentre dal 2010 è tra i 14 meeting del calendario della Diamond League.

## Record mondiali
Durante il corso della sua storia, all'Herculis sono stati infranti cinque record mondiali.
| Anno | Specialità       | Record   | Atleta             | Nazionalità |
| ---- | ---------------- | -------- | ------------------ | ----------- |
| 2008 | Salto con l'asta | 5.04 m   | Elena Isinbaeva    | Russia      |
| 2015 | 1500 metri piani | 3'50"07  | Genzebe Dibaba     | Etiopia     |
| 2018 | 3000 metri siepi | 8'44"32  | Beatrice Chepkoech | Kenya       |
| 2019 | Miglio           | 4'12"33  | Sifan Hassan       | Paesi Bassi |
| 2020 | 5000 metri piani | 12'35"36 | Joshua Cheptegei   | Uganda      |

## Edizioni
Di seguito la tabella delle ultime edizioni del meeting.
| Anno | Edizione | Circuito                       | Dettagli      |
| ---- | -------- | ------------------------------ | ------------- |
| 2007 | XXI      | IAAF World Athletics Tour 2007 | Herculis 2007 |
| 2008 | XXII     | IAAF World Athletics Tour 2008 | Herculis 2008 |
| 2009 | XXIII    | IAAF World Athletics Tour 2009 | Herculis 2009 |
| 2010 | XXIV     | IAAF Diamond League 2010       | Herculis 2010 |
| 2011 | XXV      | IAAF Diamond League 2011       | Herculis 2011 |
| 2012 | XXVI     | IAAF Diamond League 2012       | Herculis 2012 |
| 2013 | XXVII    | IAAF Diamond League 2013       | Herculis 2013 |
| 2014 | XXVIII   | IAAF Diamond League 2014       | Herculis 2014 |
| 2015 | XXIX     | IAAF Diamond League 2015       | Herculis 2015 |
| 2016 | XXX      | IAAF Diamond League 2016       | Herculis 2016 |
| 2017 | XXXI     | IAAF Diamond League 2017       | Herculis 2017 |
| 2018 | XXXII    | IAAF Diamond League 2018       | Herculis 2018 |
| 2019 | XXXIII   | IAAF Diamond League 2019       | Herculis 2019 |
| 2020 | XXXIV    | IAAF Diamond League 2020       | Herculis 2020 |
| 2021 | XXXV     | Diamond League 2021            | Herculis 2021 |
| 2022 | XXXVI    | Diamond League 2022            | Herculis 2022 |
| 2023 | XXXVII   | Diamond League 2023            | Herculis 2023 |
| 2024 | XXXVIII  | Diamond League 2024            | Herculis 2024 |
| 2025 | XXXIX    | Diamond League 2025            | Herculis 2025 |

## Record del meeting

### Uomini
| Specialità             | Record             | Atleta                                            | Nazionalità                 | Data           | Note  |
| ---------------------- | ------------------ | ------------------------------------------------- | --------------------------- | -------------- | ----- |
| 100 m                  | 9"82 (0.0 m/s)     | Asafa Powell                                      | Giamaica                    | 29 luglio 2008 |       |
| 200 m                  | 19"46              | Noah Lyles                                        | Stati Uniti                 | 10 agosto 2022 |       |
| 400 m                  | 43"96              | Michael Johnson                                   | Stati Uniti                 | 8 agosto 1998  |       |
| 800 m                  | 1'41"89            | Nijel Amos                                        | Botswana                    | 12 luglio 2019 |       |
| 1500 m                 | 3'27"34            | Hicham El Guerrouj                                | Marocco                     | 19 luglio 2002 |       |
| Miglio                 | 3'56"75            | John Ngugi                                        | Kenya                       | 12 agosto 1990 |       |
| 2000 m                 | 5'00"97            | Mohamed Choumassi                                 | Marocco                     | 2 agosto 1994  |       |
| 3000 m                 | 7'25"02            | Ali Saïdi-Sief                                    | Algeria                     | 18 agosto 2000 |       |
| 5000 m                 | 12'35"36           | Joshua Cheptegei                                  | Uganda                      | 14 agosto 2020 |       |
| 110 m hs               | 12"93 (0.0 m/s)    | Aries Merritt                                     | Stati Uniti                 | 20 luglio 2012 | [ 1 ] |
| 400 m hs               | 46"51              | Karsten Warholm                                   | Norvegia                    | 21 luglio 2023 |       |
| 3000 m siepi           | 7'53.64            | Brimin Kipruto                                    | Kenya                       | 22 luglio 2011 | [ 2 ] |
| Salto in alto          | 2,40 m             | Bohdan Bondarenko                                 | Ucraina                     | 18 luglio 2014 |       |
| Salto in alto          | 2,40 m             | Danil Lysenko                                     | Atleti Neutrali Autorizzati | 20 luglio 2018 |       |
| Salto con l'asta       | 6,02 m             | Piotr Lisek                                       | Polonia                     | 12 luglio 2019 |       |
| Salto in lungo         | 8.58 m (-0.8 m/s)  | Iván Pedroso                                      | Cuba                        | 25 luglio 1995 |       |
| Salto triplo           | 17,82 m (+0.2 m/s) | Christian Taylor                                  | Stati Uniti                 | 12 luglio 2019 |       |
| Getto del peso         | 21,25 m            | Reese Hoffa                                       | Stati Uniti                 | 22 luglio 2011 | [ 3 ] |
| Lancio del disco       | 69,08 m            | Lars Riedel                                       | Germania                    | 25 luglio 1995 |       |
| Lancio del giavellotto | 90,20 m            | Raymond Hecht                                     | Germania                    | 10 agosto 1996 |       |
| Staffetta 4x100 m      | 37"61              | Trell Kimmons Justin Gatlin Tyson Gay Ryan Bailey | Stati Uniti                 | 20 luglio 2012 | [ 4 ] |

### Donne
| Specialità             | Record                                                    | Atleta                                                | Nazionalità            | Data                          | Note  |
| ---------------------- | --------------------------------------------------------- | ----------------------------------------------------- | ---------------------- | ----------------------------- | ----- |
| 100 m                  | 10.72 (0.0 m/s)                                           | Marion Jones                                          | Stati Uniti            | 8 agosto 1998                 |       |
| 200 m                  | 21.77                                                     | Merlene Ottey                                         | Giamaica               | 7 agosto 1993                 |       |
| 400 m                  | 48.97                                                     | Shaunae Miller-Uibo                                   | Bahamas                | 20 luglio 2018                |       |
| 800 m                  | 1'54.60                                                   | Caster Semenya                                        | Sudafrica              | 20 luglio 2018                |       |
| 1000 m                 | 2'29.15                                                   | Faith Kipyegon                                        | Kenya                  | 14 agosto 2020                |       |
| 1500 m                 | 3'56.97                                                   | Gabriela Szabó                                        | Romania                | 8 agosto 1998                 |       |
| Miglio                 | 4'24.22                                                   | Regina Jacobs                                         | Stati Uniti            | 10 agosto 1996                |       |
| 3000 m                 | 8'44.32                                                   | Beatrice Chepkoech                                    | Kenya                  | 20 luglio 2018                |       |
| 5000 m                 | 14'22.12                                                  | Hellen Obiri                                          | Kenya                  | 14 aprile 2020                |       |
| 100 m hs               | 12.42 (0.0 m/s)                                           | Gail Devers                                           | Stati Uniti            | 19 luglio 2002                |       |
| 400 m hs               | 52.63                                                     | Lashinda Demus                                        | Stati Uniti            | 28 luglio 2009                |       |
| 3000 m siepi           | 9'20.16                                                   | Alesja Turava                                         | Bielorussia            | 20 agosto 2006                |       |
| Salto in alto          | 2.04 m                                                    | Heike Henkel                                          | Germania               | 3 agosto 1991                 |       |
| Salto in alto          | 2.04 m                                                    | Hestrie Cloete                                        | Sudafrica              | 4 agosto 1999                 |       |
| Salto con l'asta       | 5.04 m                                                    | Elena Isinbaeva                                       | Russia                 | 29 luglio 2008                |       |
| Salto in lungo         | 7.33 m (-0.3 m/s)                                         | Heike Drechsler                                       | Germania               | 11 agosto 1992                |       |
| Salto triplo           | 15.10 (+0.4 m/s)                                          | Tat'jana Lebedeva                                     | Russia                 | 25 luglio 2007                |       |
| Getto del peso         | 20.60 m                                                   | Natal'ja Lisovskaja                                   | Unione Sovietica       | 3 agosto 1991                 |       |
| Lancio del disco       | 69.30 m                                                   | Larisa Korotkevič                                     | Russia                 | 11 agosto 1992                |       |
| Lancio del giavellotto | 69.66 m (Vecchio giavellotto) 69.45 m (Nuovo giavellotto) | Petra Felke-Meier Barbora Špotáková                   | Germania Est Rep. Ceca | 12 agosto 1990 22 luglio 2011 | [ 5 ] |
| Staffetta 4×100 m      | 42.13                                                     | Chryste Gaines Gail Devers Inger Miller Torri Edwards | Stati Uniti            | 18 agosto 2000                |       |